# Hiidensaari (ö i Södra Karelen)
Hiidensaari är en ö i Finland. Den ligger i sjön Kirjas och i kommunen Luumäki i den ekonomiska regionen  Villmanstrands ekonomiska region  och landskapet Södra Karelen, i den södra delen av landet, 180 km öster om huvudstaden Helsingfors. Öns area är 1,1 hektar och dess största längd är 170 meter i nord-sydlig riktning.